# Ishtar Lakhani
Ishtar Lakhani (nascida em 1985) é uma ativista feminista da África do Sul, cujo trabalho se concentra em questões de justiça social, em particular os direitos das profissionais do sexo. Em 2020, ela foi indicada pela BBC em sua lista de 100 mulheres mais inspiradoras do mundo.

## Biografia
Ishtar Lakhani nasceu em 1985. Ela frequentou a Universidade de Witwatersrand, em Joanesburgo, na África do Sul, e obteve um mestrado em Antropologia na mesma universidade. Desde a formatura, sua carreira variou entre a coordenação de uma rede de defesa feminista radical para sobreviventes de violência sexual - a One in Nine Campaign  - e a revolucionária fabricação de sanduíches na Love and Revolution, a livraria ativista, cafeteria e espaço comunitário que ela fundou em Joanesburgo, maior cidade da África do Sul.
De 2014 a 2019, foi gerente de direitos humanos do Sex Education and Advocacy Working Group (SWEAT), uma organização com sede na África do Sul. Ishtar também trabalha ao lado de organizações de justiça social, fortalecendo suas abordagens para a defesa dos direitos humanos. A criatividade é a chave para seu tipo de ativismo. Ela trabalhou com organizações em todo o mundo para desenvolver campanhas criativas de defesa dos direitos das profissionais do sexo na África do Sul, os direitos à autonomia corporal e integridade na África Austral, combatendo a islamafobia no Sri Lanka e aumentando o autoritarismo em vários países.[carece de fontes?]
Durante 2020, Ishtar Lakhani trabalhou na campanha Free the Vaccine, coordenada pelo Center for Artistic Activism and Universities Allied for Essential Medicines (UAEM). Esta campanha visa garantir que a vacina COVID19 tenha um preço razoável, esteja disponível para todos e seja gratuita no ponto de entrega.

## Prêmios e reconhecimentos
Em 2019, Ishtar Lakhani foi incluída pela BBC na lista das 100 mulheres mais inspiradoras do mundo, uma lista de prêmios publicada anualmente.
Ishtar Lakhani estava na lista dos 200 melhores jovens sul-africanos do <i>Mail and Guardian</i>.